# Буделе
Буделе (рум. Budele) — село у повіті Вилча в Румунії. Входить до складу комуни Тетою.
Село розташоване на відстані 179 км на захід від Бухареста, 48 км на південний захід від Римніку-Вилчі, 56 км на північ від Крайови.

## Населення
За даними перепису населення 2002 року у селі проживали 274 особи, усі — румуни. Усі жителі села рідною мовою назвали румунську.